# Megachile phenacopyga
Megachile phenacopyga là một loài Hymenoptera trong họ Megachilidae. Loài này được Cockerell mô tả khoa học năm 1910.